# Rudolf Šmucr
Rudolf Šmucr (* 28. dubna 1950) je český politik, v 90. letech 20. století poslanec Poslanecké sněmovny za formaci Sdružení pro republiku – Republikánská strana Československa.

## Biografie
Ve volbách v roce 1996 byl zvolen do poslanecké sněmovny za SPR-RSČ (volební obvod Středočeský kraj). Zasedal v sněmovním rozpočtovém výboru. V parlamentu setrval do voleb v roce 1998. V únoru 1997 ho sněmovna zbavila imunity a vydala k trestnímu stíhání. Šlo o kauzu z roku 1994, kdy on a ještě další republikánský politik Josef Krejsa během výtržnosti na česko-německém pietním aktu v Terezíně rozkopávali věnce položené v jejím průběhu. Věc pak projednávaly soudy, ale v únoru 2008 byl případ zastaven obecnou amnestií prezidenta republiky.
V komunálních volbách roku 1994 byl zvolen do zastupitelstva města Kladno za SPR-RSČ. Neúspěšně sem kandidoval za tuto stranu i v komunálních volbách roku 1998. Profesně se uvádí jako ocelář.
V březnu 2009 vstoupil do Dělnické strany. Své rozhodnutí komentoval následovně: „Poznal jsem, že po dlouhých letech je tady opět konečně strana, která chce hájit zájmy obyčejných občanů. Chci svými zkušenostmi pomoci k úspěchu Dělnické strany a věřím, že v následujících letech bude naše strana tyto zájmy hájit na parlamentní půdě.“ Za její pokračovatelku (Dělnická strana sociální spravedlnosti) pak v krajských volbách roku 2012 neúspěšně kandidoval do zastupitelstva Středočeského kraje.
Ve volbách do Evropského parlamentu v roce 2014 kandidoval na 23. místě kandidátky koalice stran DSSS a Strany pro Evropu, ale neuspěl.